# Heterostracis
Els heterostracis (Heterostraci, gr. "diferents escates") són una subclasse extinta de vertebrats sense mandíbules de la classe dels pteraspidomorfs. Vivien principalment en entorns marins i estuaris. Els primers heterostracis identificables apareixen al registre fòssil durant el Silurià inferior, i tots, excepte els psammosteids, es van extingir a principis del Devonià superior. Aquest darrer grup d'heterostracis va desaparèixer en l'extinció del final del Devonià.

## Característiques
Els heterostracis es diferencien d'altres agnats paleozoics tant en la disposició com en la histologia de les seves escates.
La majoria dels heterostracis tenien dues plaques que formaven un gran escut dorsal i un gran escut ventral, i tenien una sèrie d’escates disposades en diversos patrons als costats del cos, diferenciant el patró exacte d’un grup a un altre. En unes poques formes primitives, com Lepidaspis, els escuts dorsal i ventral es componen d’un mosaic d’escates diminutes. Tanmateix, en la majoria d'altres formes conegudes, aquestes petites escates s'han fusionat per formar els escuts.
Les escates dels heterostracis són histològicament diferents d'altres vertebrats, amb tres capes compostes de dentina i aspidina, un teixit ossi acel·lular exclusiu dels heterostracis i dels telodonts.
Com passa amb molts grups d’àgnats, els heterostracis no tenien cap aleta a part de la cua o l'aleta caudal. En alguns pteraspids, especialment en els psammosteids, els extrems de les plaques branquials (les plaques que cobrien les brànquies) formen extensions semblants a aletes.

## Taxonomia
Els classe dels heterostracis inclou diversos ordres:
- Cardipeltiformes
- Corvaspidifromes
- Cyathaspidiformes
- Pteraspidiformes
- Lepidaspidiformes
- Tesseraspidiformes
- Tolypelepidiformes
- Traquairaspidiformes